# Astropecten africanus
Astropecten africanus is een kamster uit de familie Astropectinidae.
De wetenschappelijke naam van de soort werd in 1911 gepubliceerd door René Koehler.